# BGM-71 TOW
BGM-71 TOW (скор. від англ. Tube-launched Optically-tracked Wire-guided) — американська важка протитанкова керована ракета (ПТКР), розроблена фірмою «Hughes Aircraft» і прийнята на озброєння армії США в 1970 році. Наведення ракети командне, напівавтоматичне, здійснюється оператором, управління здійснюється через дротовий зв'язок (остання модифікація — радіоканалом). Одна з найпоширеніших ПТКР у всьому світі.
Стоїть на озброєнні Армії США і Корпусу морської піхоти, основне протитанкове кероване озброєння збройних сил США, низки країн Європи, Ізраїлю, інших держав[⇨]. ПТКР може застосовуватися з переносною пусковою установкою (ПУ) та на мобільній платформі: різні автомобілі та бронетехніка — M1046 HMMWV, БМП «Бредлі», спеціалізована самохідна ПУ M901 ITV, а також гелікоптери — американські АН-1 «Кобра», британські АН-1 «Lynx» тощо.

## Модифікації
Ракета розроблена фірмою «Hughes Aircraft» у період з 1963 по 1968 роки, роботи велися паралельно за двома варіантами ПТРК — наземного та повітряного базування.
У 1997 році Raytheon Co. викупила «Hughes Electronics» у корпорації General Motors, з того часу виробництво та подальша модернізація ПТКР TOW здійснюється корпорацією Raytheon.
| Модифікація      | Опис | Довжина                                                                | Діаметр | Розмах стабілізаторів | Вага ракети | Вага БЧ              | Бронепробиття                   | Дальність стрільби | Швидкість |
| ---------------- | --- | ---------------------------------------------------------------------- | ------- | --------------------- | ----------- | -------------------- | ------------------------------- | ------------------ | --------- |
| XBGM-71A/BGM-71A | Базовий варіант ракети | 1,16 м                                                                 | 0,152 м | 0,46 м                | 18,9 кг     | 3,9 кг, кумулятивна  | 430 мм                          | 65–3750 м          | 278 м/с   |
| BGM-71B          | модифікація BGM-71A; збільшена дальність                                                                                                   | 1,16 м                                                                 | 0,152 м | 0,46 м                | 18,9 кг     | 3,9 кг, кумулятивна  | 430 мм                          | 65–3750 м          | 278 м/с   |
| BGM-71C          | модифікація BGM-71B; Improved TOW — нова кумулятивна БЧ збільшеного діаметра                                                               | 1,41 м (з розкладеним наконечником) 1,17 м (зі складеним наконечником) | 0,152 м | 0,46 м                | 19,1 кг     | 3,9 кг, кумулятивна  | 630 мм                          | 65–3750 м          | 278 м/с   |
| BGM-71D          | модифікація BGM-71C; TOW-2 — модифікована система керування, двигун та збільшена кумулятивна БЧ                                            | 1,51 м (з розкладеним наконечником) 1,17 м (зі складеним наконечником) | 0,152 м | 0,46 м                | 21,5 кг     | 5,9 кг, кумулятивна  | 900 мм                          | 65–3750 м          | 278 м/с   |
| BGM-71E          | модифікація BGM-71D; TOW-2A — оснащена допоміжним лідуючим зарядом, та призначена для ураження бронетехніки обладнаної динамічним захистом | 1,51 м (з розкладеним наконечником) 1,17 м (зі складеним наконечником) | 0,152 м | 0,46 м                | 22,6 кг     | 5,9 кг, кумулятивна  | 900 мм (за динамічним захистом) | 65–3750 м          | 278 м/с   |
| BGM-71F          | модифікація BGM-71D; TOW-2B — в ракеті реалізовано режим атаки цілі у дах за допомогою ударного ядра                                       | 1,168 м                                                                | 0,152 м | 0,46 м                | 22,6 кг     | 6,14 кг, ударне ядро | -                               | 65–4200 м          | 278 м/с   |
| BGM-71G          | модифікація BGM-71F; встановлено інший тип БЧ; серійно не вироблялася                                                                      | -                                                                      | 0,152 м | 0,46 м                | -           | -                    | -                               | 65–3750 м          | 278 м/с   |
| BGM-71H          | модифікація BGM-71E; призначена для ураження бункерів, легкоброньованої техніки та споруд                                                  | -                                                                      | 0,152 м | 0,46 м                | -           | -                    | -                               | 65–3750 м          | 278 м/с   |

## Бойове застосування

### Російсько-українська війна
Україна отримала комплекси BGM-71 TOW у складі одного з пакетів допомоги. При цьому пускові були встановлені на високомобільні військові автомобілі HMMWV.
Перші повідомлення про початок бойового застосування з'явились в соціальних мережах наприкінці вересня 2022 року. На початку листопада 2022 року BGM-71 TOW встановлений на шасі HMMWV M1167 у пустельному камуфляжі був помічений в Херсонські області під час контрнаступу Українських сил.

## Оператори

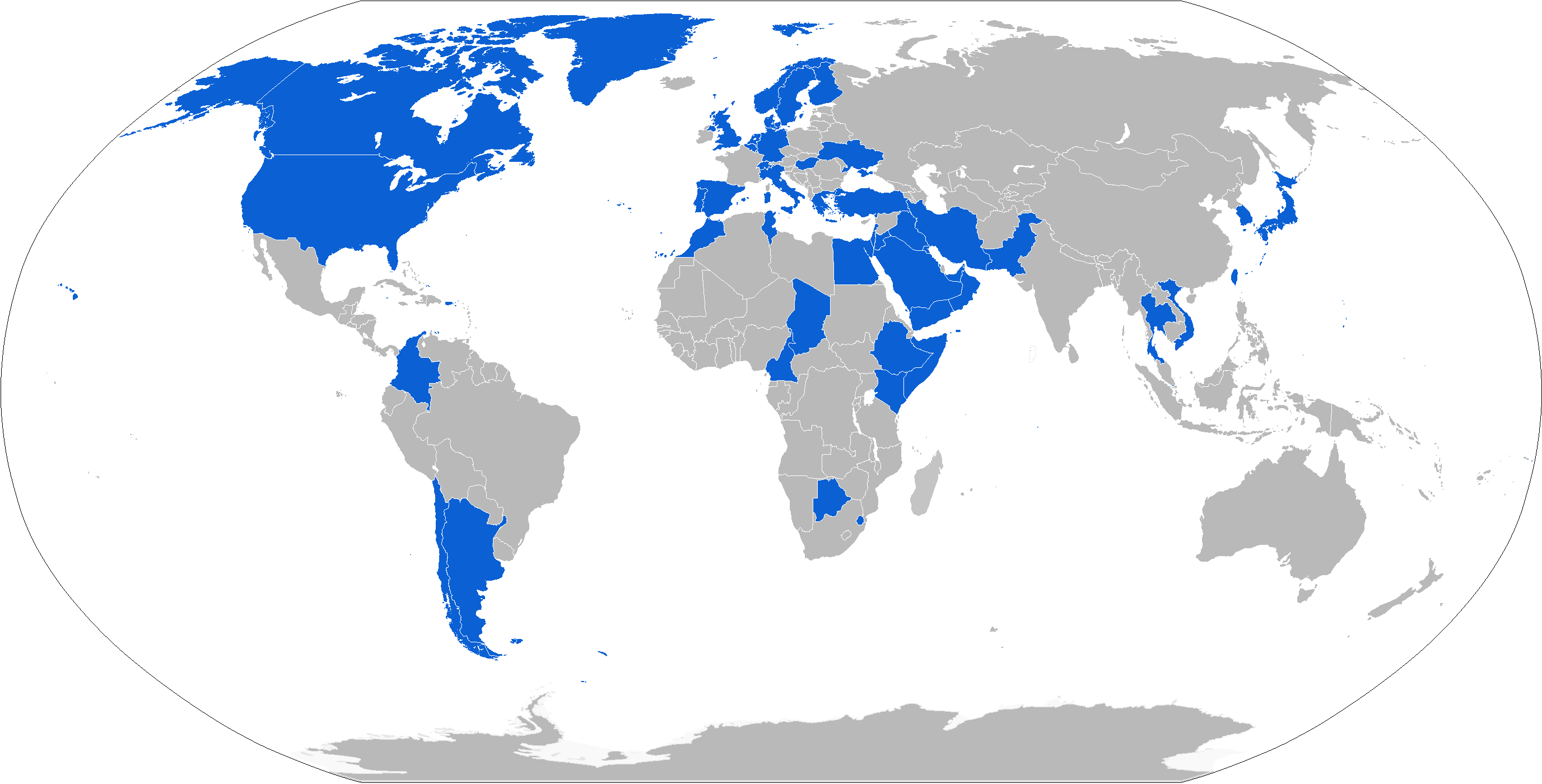
Мапа з операторами BGM-71 виділеними синім

### Поточні
- Аргентина
- Бахрейн
- Бельгія: лише на вертольотах AgustaWestland AW109 A109 AH(L)-TOW
- Ботсвана
- Велика Британія: тільки на Westland Lynx вертольотах і Stormer 30 машинах[3]
- В'єтнам
- Греція
- Данія
- Есватіні
- Ефіопія
- Єгипет: Вироблено за ліцензією[4]
- Ємен
- Ізраїль
- Індонезія
- Ірак: Іранська версія[5]
- Іран: Місцевого виробництва під ім'ям «Toophan» (طوفان)
- Іспанія
- Італія: Загалом 432 пускових установок. 5 000 BGM-71 ракет і 130 пускових установок поставлено в 1974; 10 000 ракет поставлено в 1976—1978; 2 311 ITOW поставлено в 1982—1984; 6 629 BGM-71C ITOW поставлено в 1986—1989 на суму $67 млн (з яких 1 239 були навчальними ракетами); в 1990—1996 поставлено 1 440 BGM-71D TOW2 для A129 Mangusta
- Йорданія
- Камерун
- Канада: станом на 2000 р. на службі 147 пускових установок[6]
- Кенія
- Республіка Китай[7]
- Колумбія
- Південна Корея: Запланована заміна на AT-1K Raybolt. Все ще використовується в MD 500 Defender
- Кувейт
- Ліван: більшість встановлено на Humvee
- Люксембург
- Марокко: 70 пускових установок на службі;[8] замовлено 1,200 BGM-71-4B-RF TOW 2A RF ракет, схвалення на експорт отримано 8 грудня 2016[9]
- Мексика
- Німеччина
- Норвегія
- ОАЕ
- Оман[7]
- Пакистан[10]
- Португалія
- Саудівська Аравія
- Вільна сирійська армія
- Сінгапур
- Сомалі
- США
- Таїланд
- Туніс
- Туреччина
- Угорщина
- Україна — 1500 ракет та невідома кількість пускових установок, переданих від США
- Філіппіни[11]
- Фінляндія[12]
- Хорватія
- Чад
- Чилі
- Швейцарія
- Швеція
- Японія

### Україна
19 серпня 2022 року Президент Сполучених Штатів Джо Байден підписав новий пакет допомоги для надання Україні додаткового озброєння на суму 775 млн доларів. Серед іншого, в нього включено 1500 важких протитанкових ракет TOW.